# Gorenje Sušice
Gorenje Sušice este o localitate din comuna Dolenjske Toplice, Slovenia, cu o populație de 122 de locuitori.